# Konstal 4NJ
Konstal 4NJ – prototyp wysokopodłogowego, jednokierunkowego wagonu tramwajowego, wyprodukowanego w 1957 r. w chorzowskich zakładach Konstal dla warszawskiego systemu tramwajowego.

## Konstrukcja
4NJ to jednokierunkowy, jednostronny, dwuosiowy, wysokopodłogowy, wolnobieżny wagon tramwajowy, wywodzący się konstrukcyjnie od dwukierunkowego tramwaju 4N. Nadwozie wagonu zamontowane jest na jednym dwuosiowym wózku napędzanym dwoma silnikami prądu stałego typu LT-31 o mocy 60 kW. Do wnętrza tramwaju prowadzi dwoje dwuskrzydłowych drzwi przesuwnych. Prąd elektryczny pobierany jest za pośrednictwem pantografu nożycowego umieszczonego na środkowej części dachu. Motorniczy kieruje tramwajem za pomocą korbowego nastawnika jazdy. W przedziale pasażerskim zamontowano ławki z siedziskami z drewnianych listw.
W porównaniu z tramwajem typu 4N usunięto drzwi z drugiej strony wagonu, a tylny pulpit motorniczego zastąpiono ławką. Ponadto tylny pomost zrównano ze środkową częścią podłogi.

## Dostawy
| Państwo        | Miasto         | Lata dostaw    | Liczba | Numery taborowe |       |
| -------------- | -------------- | -------------- | ------ | --------------- | ----- |
| Polska         | Warszawa       | 1957           | 1      | 838             | [ 4 ] |
| Łączna liczba: | Łączna liczba: | Łączna liczba: | 1      |                 |       |

## Eksploatacja
Prototypowy tramwaj typu 4NJ wyprodukowano w 1957 r. i przekazano do Warszawy. Ówczesny przewoźnik, MZK Warszawa, nadał wagonowi numer taborowy 838. W 1966 r. tramwaj ten wycofano z eksploatacji i przekazano Szczecinowi wraz z innymi używanymi wagonami typów N i 4N. W Szczecinie 4NJ został przekazany do zajezdni tramwajowej Golęcin i otrzymał nowy numer 295. Pozostawał w ruchu liniowym do 31 stycznia 1996 r. Jeszcze w tym samym roku wagon powrócił do Warszawy, a w 1997 r. został poddany renowacji i włączony z pierwotnym numerem do taboru historycznego Tramwajów Warszawskich.

## Wagony historyczne
| Pochodzenie | Numer taborowy | Obecny właściciel    | Rok produkcji | Historyczny od roku |       |
| ----------- | -------------- | -------------------- | ------------- | ------------------- | ----- |
| Warszawa    | 838            | Tramwaje Warszawskie | 1957          | 1997                | [ 4 ] |

## Galeria

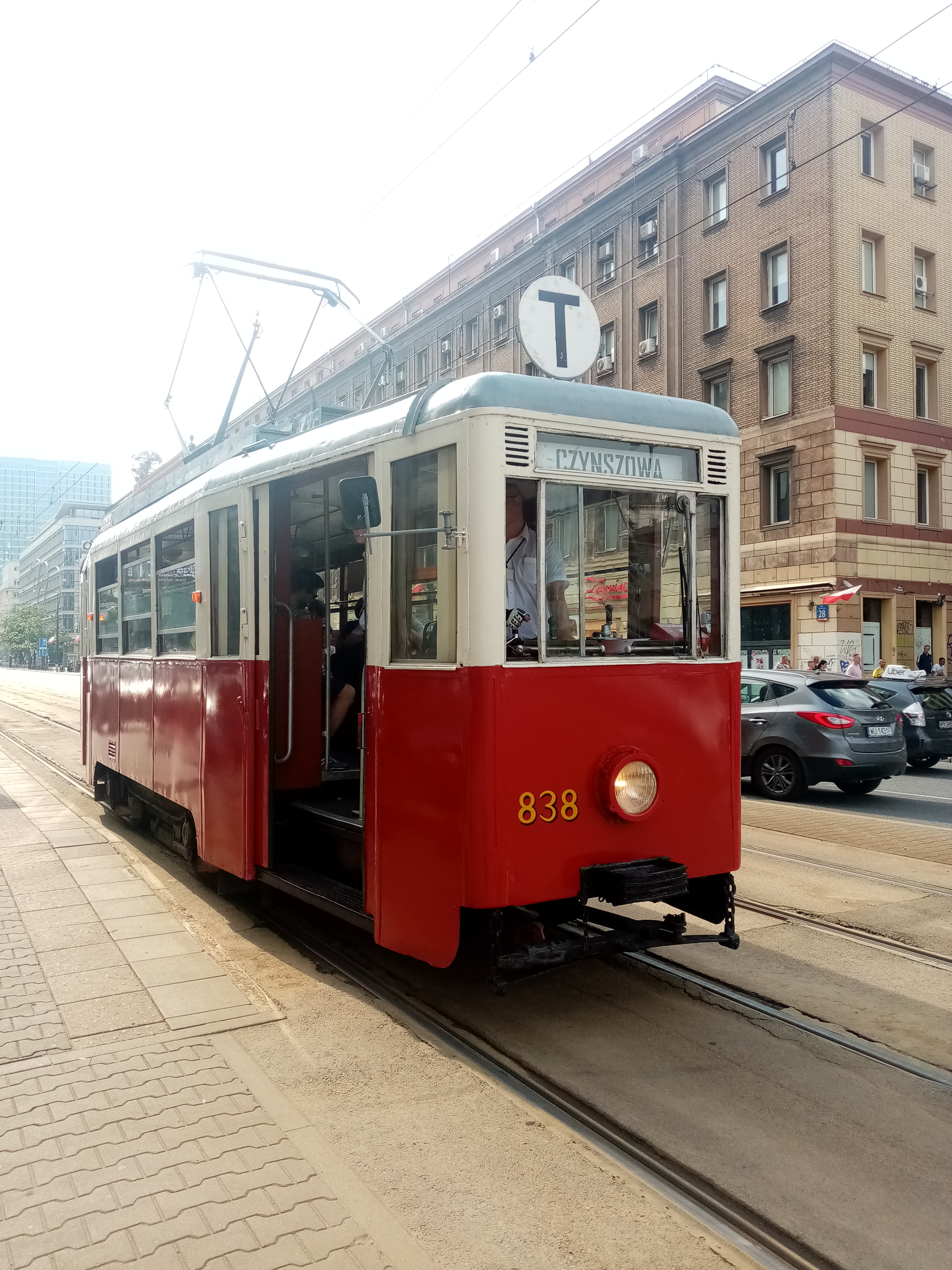
Wagon na linii turystycznej T w Warszawie
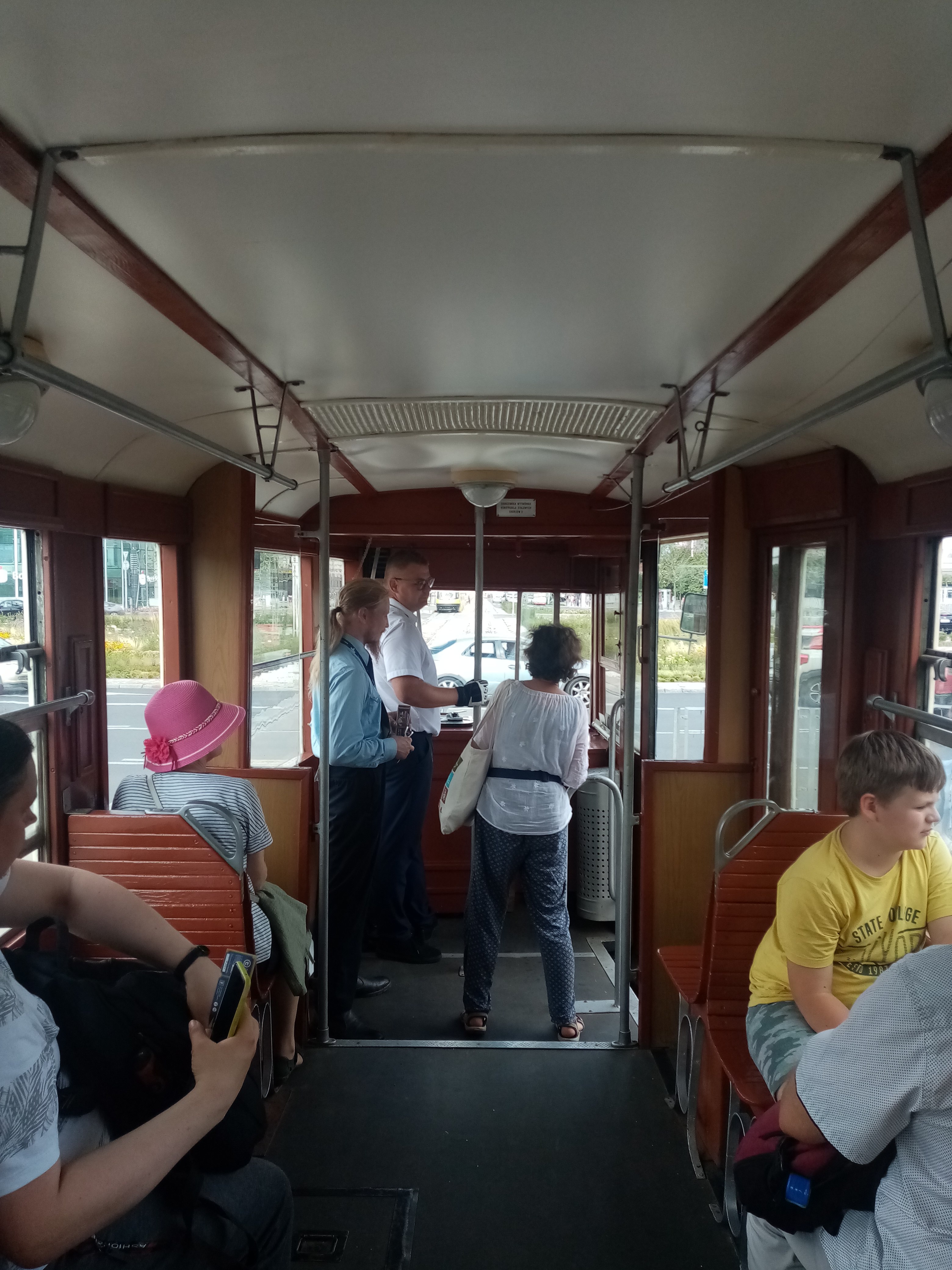
Wnętrze - widok w kierunku przodu
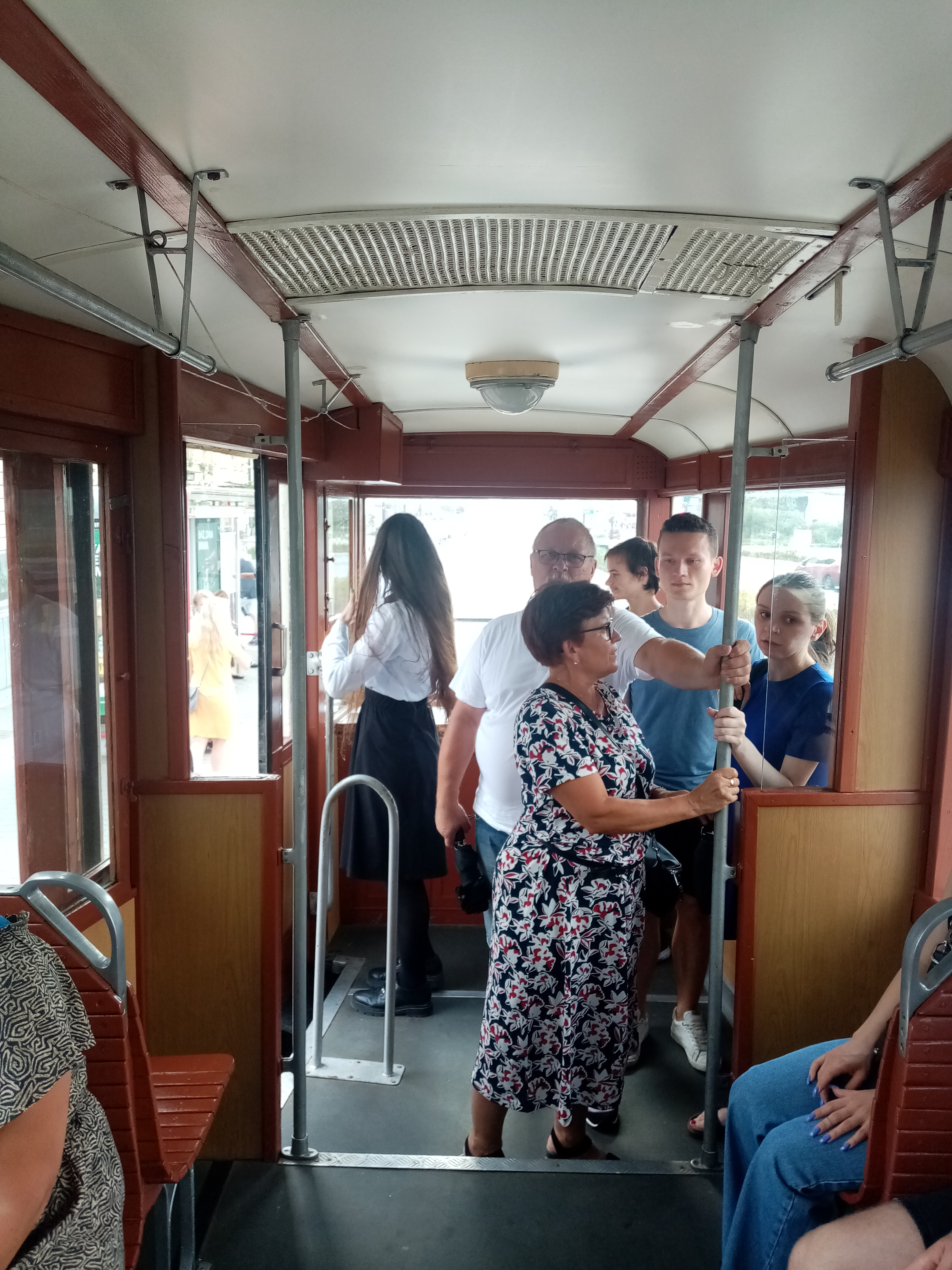
Wnętrze - widok w kierunku tyłu